# Потік (Обухівський район)
Поті́к — село в Україні, у Миронівській громаді Обухівського району Київської області. Населення становить 1106 осіб. Колишня назва — Потоки.
До 2020 року село входило до Миронівського району і мало сільську раду. Зараз у селі діє староста.

## Історія
Виникло до початку 18 століття, як поселення на берегах річки Потічок. 1747 року у селі було збудовано першу церкву — греко-католицьку, адже землі ці до 1793 року належали до Речі Посполитої. 1800 року замість старої було збудовано нову церкву, вона діяла до 1920-х років, була перетворена на клуб і згоріла у 2-й половині 1940-х років.
1803 року село стає містечком. З 1815 по 1917 роки Потоком володіли Тарновські. В серпні 1845 року у Потоках побував Тарас Шевченко, де зробив малюнок «Комора в Потоках». Пізніше він неодноразово згадував про село у листах та у повісті «Прогулка с удовольствием и не без морали».
На 1861 рік у містечку Потік мешкало 2443 особи, діяли цукровий завод, цегельна, суконна фабрики. Однак невдовзі після скасування кріпацтва промисловість починає занепадати, цукроварня переводиться у Степанці, інші підприємства руйнуються. Містечко знову стає селом.
З введенням у 1860-х роках волосного поділу Потік стає центром Потіцької волості Канівського повіту Київської губернії. Тут діяв поліцейський стан, було волосне правління. 1898 року у селі вже діяла церковно-парфіяльна школа, відомо, що впродовж 1898—1902 рр. тут вчителював Степан Васильченко.
1900 року у селі Потік, волосному центрі Потоцької волості Канівського повіту Київської губернії, мешкало 4906 осіб, було 636 дворів. Тут існувала церква, однокласна міністерська школа, школа грамоти, 24 вітряки, 3 топчаки, 5 кузень. Торгівля була представлена 13 бакалійними лавками, діяла чайна. До появи у 1910 року лікарні — єдиної на 4 райони,[джерело?] тут діяла «лічебниця», де працювали лікар, фельдшер та баба-повитуха. Також була аптека, діяв сільський банк.
1913 року було збудовано 2-класну школу, названу на честь Лесі Українки.
У 1915 році тут знаходилася станція земської пошти, у якій налічувалося 8 коней.
Клірові відомості, метричні книги, сповідні розписи церкви Преображення Господнього м-ка Потік (приписне с. Карапиші) Богуславського, з 1846 р. Канівського пов. Київської губ. зберігаються в ЦДІАК України.
У 1923 році із ліквідацією волостей та утворенням районів село Потік і Потіцьку сільраду було включено до складу новоутвореного Миронівського району Корсунської округи Київської губернії.
1930 року тут мешкало бл. 10 тисяч осіб, під час голодомору загинуло бл. 1500 мешканців села. Під час війни село було окуповане з 14 серпня 1941 року до 30 січня 1944 року. До Німеччини було вивезено 197 осіб, ще 256 осіб загинуло на війні.
3 лютого 1931 року Миронівський район було ліквідовано, а село і сільрада включені до складу Богуславського району. У січні-лютому 1935 року село і сільрада були повернуті до відновленого Миронівського району.
30 грудня 1962 року Миронівський район було знову ліквідовано, а село і сільрада включені до складу Кагарлицького району. 4 січня 1965 року село і сільрада були включені до вдруге відновленого Миронівського району.
1967 року збудовано новий будинок культури. 1987 року збудовано селище для переселенців з Чорнобильської зони, а також торговельний центр та аптеку.
2003 року збудовано каплицю в центрі села. 2004 року відкрито меморіальну дошку на честь перебування у Потоках Тараса Шевченка.
12 червня 2020 року село і територію підпорядковану сільській раді включено до складу Миронівської міської громади, а сільраду було ліквідовано.

## Населення

### Мова
Розподіл населення за рідною мовою за даними перепису 2001 року:
| Мова       | Кількість | Відсоток |
| ---------- | --------- | -------- |
| українська | 1074      | 97.11%   |
| російська  | 29        | 2.62%    |
| білоруська | 3         | 0.27%    |
| Усього     | 1106      | 100%     |

## Інфраструктура
Село має водогін, газифікацію, більшість вулиць заасфальтовані. Діють амбулаторія загальної практики сімейної медицини, магазини, кафе, школа, дитячий садок, будинок культури, при якому існують гуртки народної самодіяльності.

## Галерея

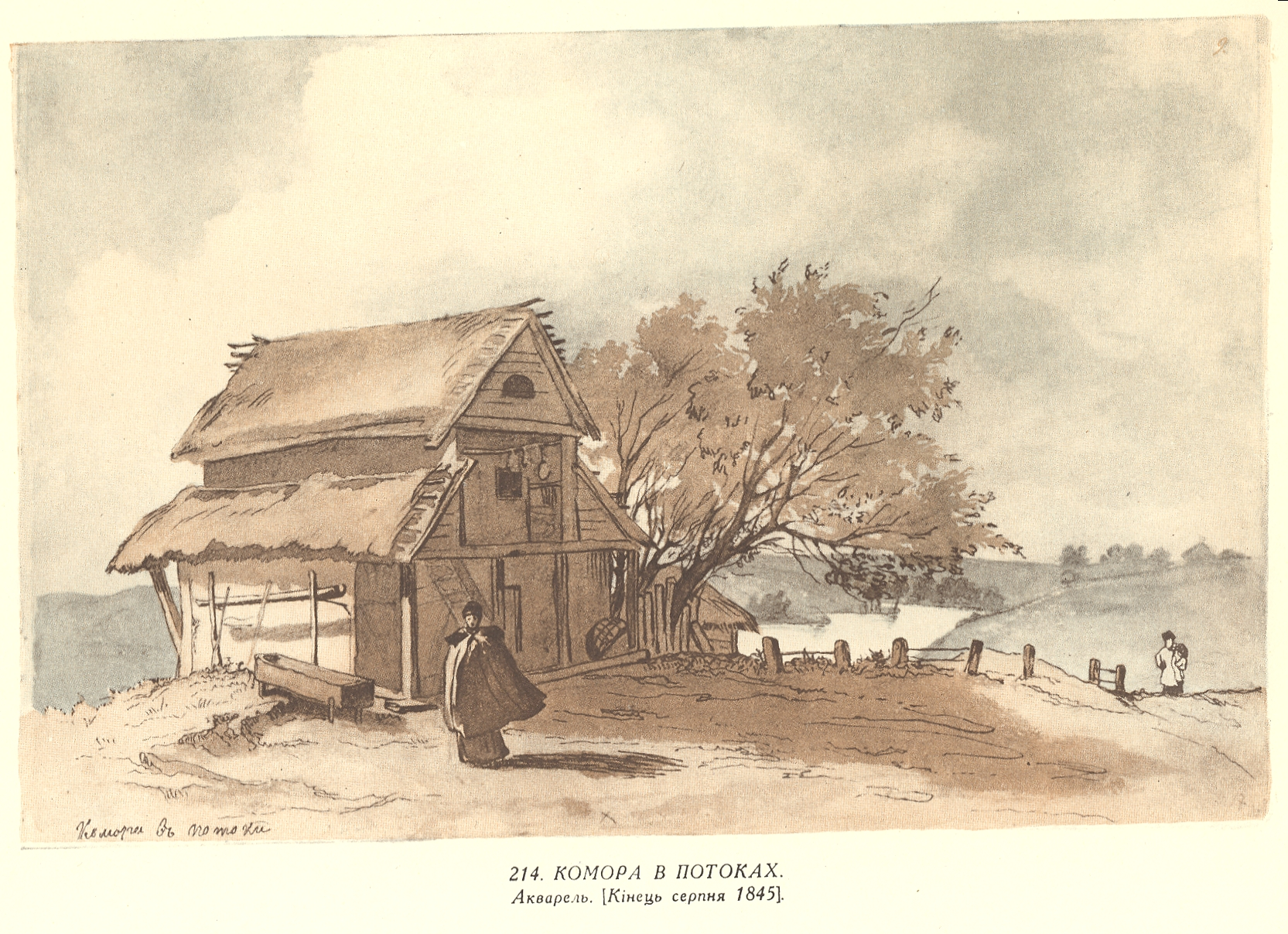
Тарас Шевченко. Комора в Потоках

## Уродженці
- Зленко Григорій Дем'янович (1934) — український письменник, літературознавець, бібліограф, заслужений діяч мистецтв України (1996).
- Панченко Григорій Мусійович 1930–2014 — український поет.